# Herne el cazador

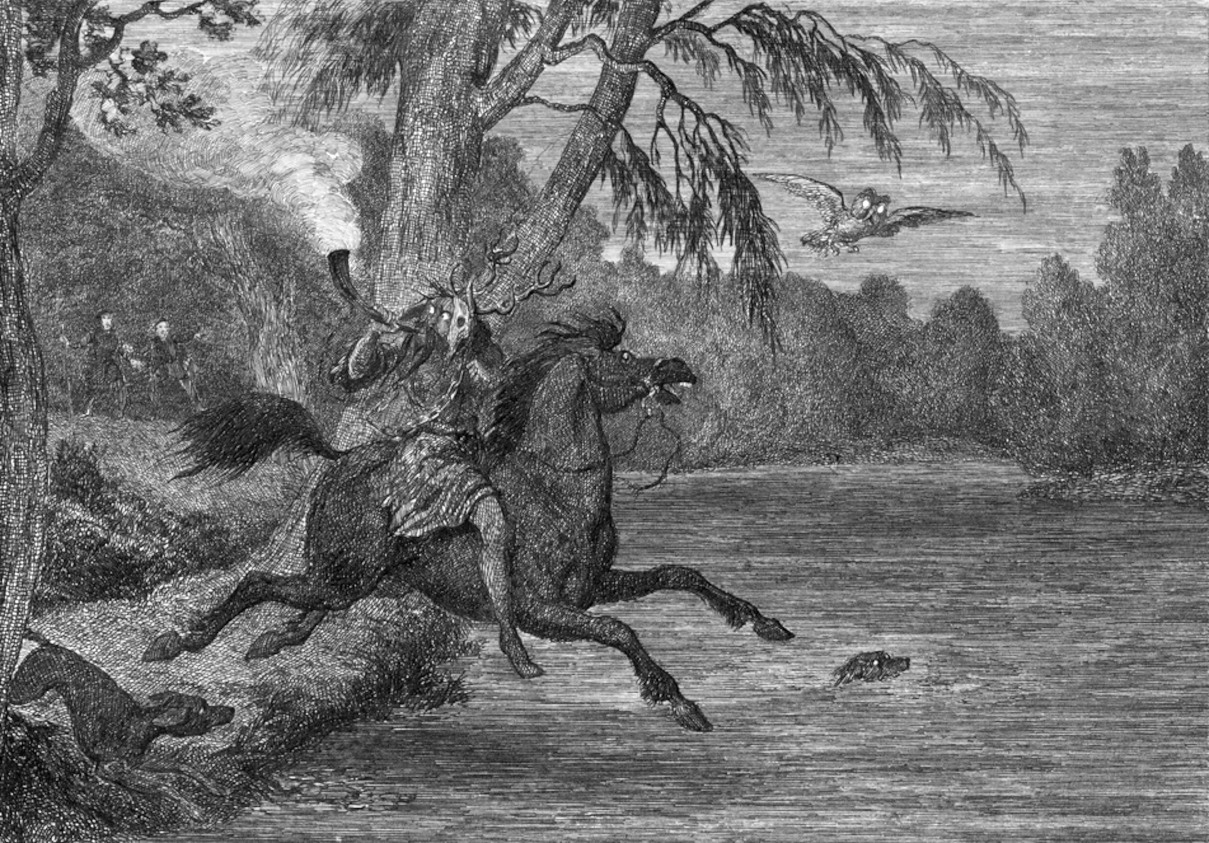
Herne con su corcel, perros y búho, observado por el duque de Richmond y el conde de Surrey, en Windsor's Castle de Harrison Ainsworth, ilustrado por George Cruikshank, c. 1843

En el folclore inglés, Herne el cazador es un fantasma asociado con el Windsor Forest y el Great Park en el condado inglés de Berkshire (Reino Unido). Se dice que tiene astas en la cabeza, que monta a caballo, atormentando al ganado y haciendo sonar cadenas. La mención más antigua de Herne proviene de la obra de teatro de William Shakespeare de 1597 Las alegres comadres de Windsor. Es imposible saber qué tan adecuadamente o en qué medida Shakespeare pudo haber incorporado una leyenda local real en su obra, si bien ha habido varios intentos posteriores de conectar a Herne con figuras históricas, deidades paganas o arquetipos antiguos.

## Leyenda
Hay escasa evidencia escrita sobre Herne el cazador previa a la década de 1840, y los detalles de su cuento popular original han pasado por el filtro de las diferentes versiones de Las alegres comadres de Windsor de Shakespeare. Las versiones publicadas oficialmente de la obra se refieren solo a la historia de Herne como el fantasma de un antiguo guardabosques de Windsor que acecha alrededor de un roble en particular a medianoche en época de invierno.

En Las alegres comadres de Windsor se afirma que el Cazador tiene cuernos, agita cadenas y hace que el ganado dé sangre en lugar de leche:
Hay un cuento antiguo, que el cazador Herne, 
(que alguna vez fue guardabosque aquí en Windsor), 
A media noche, durante todo el invierno, 
se pasea por un roble, llevando en la cabeza grandes cuernos como de ciervo; 
y allí hiela el árbol y ataca al ganado, 
y hace que la vaca vierta en vez de leche sangre, y sacude una cadena 
de la manera más espantosa y temible. 
Habéis oído hablar de ese espíritu y sabéis bien 
que los antiguos, llenos de superstición, 
recibieron como una verdad, y como tal trasmitieron a nuestros días, 
esta historia de Herne el cazador.

William Shakespeare, Las alegres comadres de Windsor, Acto IV, escena IV
Una versión antigua y pirateada de la obra de 1602 incluye una versión diferente de este texto, que afirma que el fantasma (escrito "Horne" en esta versión) fue inventado para asustar a los niños y que obedezcan, y que las madres les cuentan a sus hijos la historia de un fantasma que deambula por el bosque en la forma de un gran ciervo. Puesto que es un apellido común, no es posible identificar más precisamente al Herne de Shakespeare, y no se conoce de referencias anteriores a las de su leyenda.

Doscientos años después, en 1792, Samuel Ireland expandió ligeramente el material de Shakespeare de la siguiente manera:
La historia de este Herne, que era guardabosque en tiempos de Isabel, es esta: - Que habiendo cometido una gran ofensa, por la que temía perder su situación y caer en la desgracia, fue inducido a ahorcarse de este árbol.
Se ha señalado que la referencia a la muerte de Herne como un suicidio se ajusta a la creencia tradicional de que este tipo de muerte conduce más probablemente a que haya un fantasma. La referencia que hace Shakespeare a las cadenas que traquetean se ajusta también a un motivo muy común alrededor de los fantasmas. Sin embargo, otros elementos de la historia son inusuales en comparación con otras historias de fantasmas de la era de Shakespeare. Ganado o perros fantasmales eran comunes, pero hay pocos ejemplos contemporáneos de un ciervo fantasmagórico. Es posible que Shakespeare inventara este detalle para que se ajustara mejor al entorno del bosque, o para añadir la imagen humorística de un personaje con cuernos, que a los ojos de una audiencia isabelina les habría recordado a los cuernos de un cornudo. También era poco común que los fantasmas de este período produjeran efectos tan dañinos. Se describe a Herne embrujando ("atacando") al ganado, ensangrentando su leche y haciendo que los árboles se marchiten.

### El roble de Herne

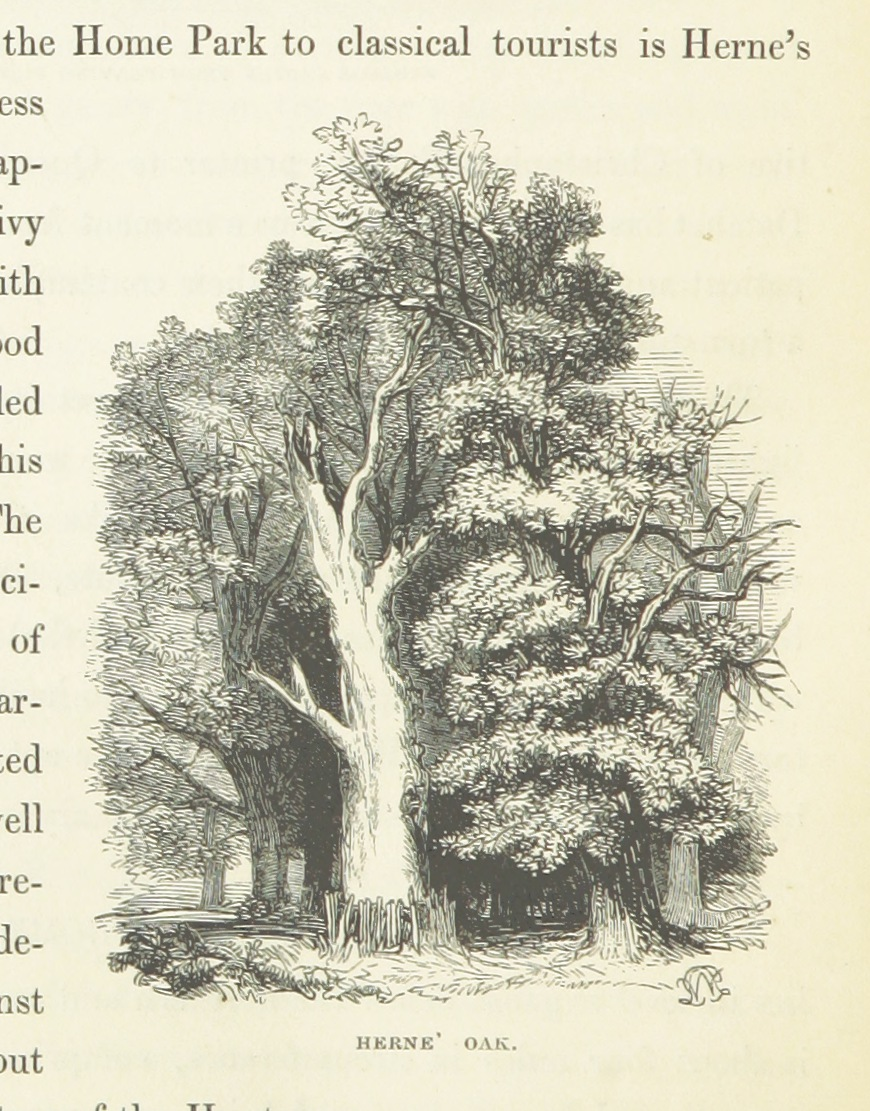
Roble de Herne

Tras aparecer en la obra de Shakespeare, el personaje de Herne se popularizó ampliamente, y la supuesta ubicación del roble de Herne fue, durante muchos años, tema de especulación y controversias locales. Algunos mapas del Ordnance Survey muestran al roble de Herne un poco al norte de Frogmore House en Home Park (contiguo al Windsor Great Park). Este árbol fue talado en 1796. En 1838, Edward Jesse afirmaba que un árbol diferente en la avenida era el verdadero roble de Herne, y esta idea ganó popularidad, especialmente para la reina Victoria. Este árbol se vino abajo el 31 de agosto de 1863 y la reina Victoria hizo plantar otro árbol en el mismo sitio. El árbol de la reina fue removido en 1906 cuando se replantó la avenida.
Uno de los nuevos robles plantados en 1906 recibe actualmente el título de roble de Herne.

### Adiciones posteriores
Más detalles se han vuelto parte del folclore, provenientes incluso de fuentes posteriores y avistamientos reportados, como los que ocurrieron en la década de 1920. La novela Windsor Castle (1843) de William Harrison Ainsworth giraba en torno a Herne y popularizó su leyenda. La versión de la historia de Ainsworth añadió una serie de nuevos detalles, incluyendo el que Herne había sido corneado a muerte por un ciervo, pero el Diablo lo salva con la condición de que llevara en la cabeza las astas del ciervo. Jacob Grimm fue el primero en sugerir, de manera muy influyente, que se había creído alguna vez que Herne era el líder de la Cacería Salvaje, con base en su título.
En el siglo XX, se agregaron detalles adicionales a la leyenda de Herne, incluyendo la idea de que su fantasma se aparece poco antes de que ocurran desastres nacionales o de la muerte de reyes. Fue también durante el siglo XX que se reportaron por primera vez incidentes de encuentros personales con el fantasma, o de personas que escuchaban sus perros y su cuerno en el bosque de Windsor.

## Posibles orígenes
Se han propuesto varias teorías para explicar el origen del personaje, ninguna de las cuales se ha demostrado concluyente, y aún sigue sin entenderse la fuente de muchas de las historias alrededor de Herne.

### Orígenes paleolíticos y relación con el celta Cernunnos
En su libro de 1929 The History of the Devil – The Horned God of the West (La historia del diablo: el dios astado de occidente), R. Lowe Thompson sugiere que "Herne", así como otros cazadores salvajes del folclore europeo, derivan de la misma fuente antigua, citando que "Herne" puede tratarse de un cognado del nombre de la deidad gala Cernunnos, de la misma manera que el inglés "horn" (cuerno) es un cognado del latín "cornu" (para más detalles sobre este rasgo lingüístico, véase Ley de Grimm), explicando que "así como el latín cornu cambia a horn, es posible que Cerne cambie a Herne". Thompson añade: "En cualquier caso, el lector posiblemente esté también preparado para reconocer a Cernunnos y al mago anciano, que emergen como el Cazador Salvaje. Mi suposición es que estas dos formas han sido derivadas del mismo ancestro paleolítico y pueden, ciertamente, considerarse como dos aspectos de una sola figura central, y nos ayudará a comprender la identificación de Herlechin con Herne, a quien consideraré como el ejemplo más familiar del cazador". Algunos neopaganos modernos, como los wiccanos, aceptan esta identificación que hace Lowe Thompson entre Herne y Cernunnos (la que conectan adicionalmente con el dios grecorromano Pan). Herne, sin embargo, es una figura localizada que no se encuentra por fuera de Berkshire y de las regiones de los condados circundantes por los que una vez se extendía el bosque de Windsor, en tanto que solo se ha recuperado evidencia clara del culto a Cernunnos en el continente europeo y no en Gran Bretaña."Herne" podría derivarse en última instancia de la misma raíz indoeuropea, * ker-n-, que significa hueso o cuerno y de la cual deriva "Cernunnos". No obstante, una fuente más directa puede ser el hyrne, del inglés antiguo, que significa "cuerno" o "esquina" (corner), lo que sería inconsistente con la teoría de Cernunnos.

### Deidad anglosajona
En la Alta Edad Media, el bosque de Windsor estaba bajo el control de los anglos paganos, quienes adoraban a su propio panteón de dioses, entre los que estaba Woden, cuyo equivalente nórdico Odín cabalgaba por los cielos nocturnos haciendo su propia caza salvaje, y que se colgó del árbol del mundo Yggdrasil para aprender los secretos del alfabeto rúnico. Se ha sugerido que el nombre de Herne deriva de Herian, título que era usado para Woden en su papel de líder de guerreros caídos (en nórdico antiguo: Einherjar).

### Personaje histórico
Samuel Ireland sugirió que Herne fue un individuo histórico real, afirmando que probablemente murió una muerte impía, del tipo que podía haber dado origen a historias sobre apariciones de su espíritu atormentado. El hecho de que Herne es al parecer una figura puramente local da soporte a esta teoría. Una posibilidad es que Herne sea supuestamente el fantasma de Richard Horne, un yeoman (terrateniente) durante la época de Enrique VIII que había sido sorprendido cazando furtivamente en el bosque. James Halliwell-Phillipps fue el primero en sugerir esto, identificando un documento en que aparecía el nombre de un tal Horne como un "cazador" que había confesado el crimen de la caza furtiva. En la primera edición de Las alegres comadres de Windsor el nombre se escribe "Horne".

## Adaptaciones posteriores a Shakespeare

### Música
- La ópera perdida Herne le chasseur (1773), de François-André Danican Philidor, es una adaptación de Las alegres comadres de Windsor que le da a Herne el papel principal.
- La ópera Die lustigen Weiber von Windsor (1845/46) de Carl Otto Nicolai incluye a Falstaff, disfrazado de Herne, en la escena musical.
- Arrigo Boito, al componer un libreto para la ópera Falstaff de Verdi, improvisó sobre materiales tomados de Las alegres comadres de Windsor y de Enrique IV y construyó el último acto a la luz de la luna ambientado en el gran parque de Windsor en torno a una broma vengativa que le juegan al amoroso Falstaff unos enmascarados disfrazados de espíritus y del espectral "Cazador Negro", en el que se puede reconocer a Herne el cazador. Carlo Prospero Defranceschi escribió un libreto similar para el compositor Antonio Salieri que menciona específicamente a Herne.
- La ópera Sir John in Love de Ralph Vaughan Williams, una adaptación de Las alegres comadres de Windsor de Shakespeare, incluye una personificación de Herne el cazador para confundir a Falstaff.
- "La leyenda de Herne el cazador" era parte del ballet Victoria and Merrie England de 1897 de Sir Arthur Sullivan, que retrataba varias escenas del folclore y la historia británicas.
- En la ópera ligera Merrie England de Sir Edward German (1902), el libretista Basil Hood introduce otra personificación de Herne como un dispositivo para inducir un cambio de actitud en la reina Isabel I.
- Una de las primeras grabaciones de la banda británica de rock progresivo Marillion es una canción instrumental titulada "Herne the Hunter", basada en la leyenda.
- Herne es uno de los temas del LP Legend de 1984 de Clannad.
- Herne the Hunter aparece en la letra de la canción "English Fire" de Cradle of Filth en su álbum Nymphetamine.
- En el álbum de 2008 Blessings, de S. J. Tucker, hay una canción titulada "Hymn to Herne".
- En el EP de 2014 Just Let Go de Hadley Fraser, una canción se titula "Herne and the Red Kite".

### Literatura
- Herne aparece en Windsor Castle de Harrison Ainsworth.
- Herne el cazador aparece en la secuencia The Dark Is Rising de Susan Cooper, donde juega un papel clave en el final del libro del mismo nombre y en el final de la serie Silver on the Tree.
- El villano Master Forester en la novela The Sound of His Horn (1952) de Sarban es una encarnación de Herne el cazador.[19]
- En la serie Añoranzas y pesares de Tad Williams, Hern el Cazador fundó el orgulloso reino boscoso de Hernysadharc, y su gente, los Hernystiri, son gobernados por la Casa de Hern, cuyo emblema era un ciervo blanco. Los Hernystiri compartían un vínculo especial con los Sithi, un pueblo parecido a los elfos, también conocido como el Pueblo de las Hadas.
- Herne el cazado es una parodia de Herne el cazador en la serie Mundodisco de Terry Pratchett. Es un dios pequeño y patrón de los animales destinados a morir con un "chillido breve y crujiente".
- Herne el cazador es una figura clave en la novela infantil de Ruth Nichols The Marrow of the World. Su personaje no tiene atributos sobrenaturales.
- El poeta laureado inglés John Masefield incluyó a Herne el cazador como un benévolo 'espíritu de los bosques' en su libro para niños The Box of Delights.[20]
- Herne apareció en la trilogía Bitterbynde de Cecilia Dart-Thornton. En estos libros, Herne es retratado como un poderoso "fantasma invisible" con el nombre de Huon, que guía a sus perros del infierno en busca del protagonista.
- Herne el cazador aparece como personaje secundario en la serie Nightside de Simon Green. De hecho, aparece en la portada de Hex and the City (libro 4), aunque su papel en la novela propiamente es bastante intrascendente.
- Herne el cazador es uno de los antagonistas de Urban Shaman, de C. E. Murphy.
- Herne es el Dios de los ciervos en el libro Fire Bringer, de David Clement-Davies
- Herne el cazador, también llamado Cernunnos, es un personaje en la serie de Michael Scott The Alcemist, the immortal secrets of Nicholas Flammel.
- En la serie Dresden Files de Jim Butcher, en el libro Cold Days, se hace referencia al Erlking como "Lord Herne".
- Herne el cazador es un personaje del libro Hunted, parte de la serie "The Iron Druid Chronicles" (libro 6) de, curiosamente, Kevin Hearne.
- Herne el cazador es el monstruo en el libro Un monstruo viene a verme de Patrick Ness.
- Herne el Cazador de los Mers y consorte de la reina, también conocido con el título de "Starbuck", aparece en la novela de 1980 The Snow Queen de Joan D. Vinge. Esta novela ganó el premio Hugo a la mejor novela en 1981 y fue también nominada al premio Nebula ese mismo año.
- Lord Herne es el verdadero nombre del Rey Astado (también conocido como el Hombre Cornudo, el Cazador de la Oscuridad y el Amo del Invierno) en el libro de Jane Yolen de 1995 The Wild Hunt. Representa "... la oscuridad, la noche, el frío. Es caos, ira y guerra".

### Otras referencias
- Herne se incorporó a la leyenda de Robin Hood en la serie de televisión de 1984 Robin of Sherwood. En ésta, Herne llama a Robin de Loxley para que asuma el manto de "el hombre encapuchado", que el padre de Robin había predicho antes. Es Herne quien anima a Loxley a convertirse en 'Robin de la capucha' y a usar su banda de forajidos para luchar por el bien contra los malvados opresores normandos. La apariencia de Herne muestra un gran parecido con las ilustraciones que lo representaban anteriormente, en el sentido de que es un chamán, sin nombre por lo demás, interpretado por el actor John Abineri, el cual lleva puesta una cabeza de ciervo y le dice a Robin que "cuando el astado lo posee", se convierte en el espíritu del bosque.[20] Herne apareció en 17 de los 26 episodios de la serie y tenía varias habilidades mágicas. Esta adaptación de la serie del mito de Robin Hood se ha vuelto increíblemente influyente y muchos de sus elementos novedosos se han reinterpretado desde entonces de diferentes maneras en casi todas las películas y series de televisión posteriores de la leyenda.
- Herne el cazador también aparece como un personaje importante en la adaptación televisiva de la BBC de 1984 de la novela de John Masefield The Box of Delights.
- Herne es un espíritu del bosque en el número 26 de la serie de cómics Flecha Verde.
- Un ser mágico con forma de árbol llamado Herne es uno de los antagonistas en el videojuego de acción y aventuras de 2004 The Bard's Tale.
- Herne el cazador es el monstruo #56 de la franquicia Monster in My Pocket, el cual se encuentra en la segunda serie. La figura fue eliminada de las colecciones europeas posteriores.
- En 2010, Herne el cazador apareció en la audioaventura Leviathan de Doctor Who de Big Finish, una historia "perdida" de los años de Colin Baker (un guion no producido de la década de 1980).
- En la ópera prima del escritor Lesley Livingston de 2008 Wondrous Strange, Herne es un antiguo cazador y antiguo amante de la reina Mabh, que ahora es propietario de Tavern on the Green en Central Park, Nueva York.
- Una persona que actúa como Herne el cazador aparece en el cómic Hellboy: The Wild Hunt.
- Un cazador con cabeza de ciervo llamado Herne aparece en el webcomic Digger, ganador del premio Hugo, de Ursula Vernon.
- La banda danesa Wuthering Heights publicó una canción llamada "Longing for the Woods Part III: Herne's Prophecy" en su álbum Far From The Madding Crowd en 2004, y Erik Ravn también dijo "¡Herne os proteja!" al final de su show en vivo en el festival ProgPower en Atlanta, Georgia, en el verano de 2004.
- La expansión Bloodmoon para el juego de rol de fantasía para computadora The Elder Scrolls III: Morrowind incluye un personaje central llamado Hircine el cazador, una deidad con cuernos claramente influenciada por Herne el cazador y Cernunnos.
- Herne es mencionado y utilizado como personaje en el libro Hunted de Kevin Hearne. Hunted es el sexto libro de Iron Druid Chronicles.
- Dos cartas de Magic: The Gathering, "Master of the Hunt" y "Master of the Wild Hunt", son referencias directas a Herne.
- En la serie de libros Wild Cards, Dylan Hardesty es un mutante que se convierte en Herne el cazador en las noches, un ciervo de más de dos metros de altura con el poder de inducir ira y sed de sangre en todos aquellos que escuchan el llamado de su cuerno, y de invocar a los sabuesos de Gabriel.
- En la expansión World of Warcraft: Shadowlands, un personaje NPC de élite llamado Lord Herne, que es similar a una dríada masculina y es conocido como vorkai en el juego, es parte de la facción de The Wild Hunt y sirve como entrenador de combate al completar las misiones del pacto de Night Fae.